# Балье (Германия)
Балье (нем. Balje) — община в Германии, в земле Нижняя Саксония.
Входит в состав района Штаде. Подчиняется управлению Нордкединген. Население составляет 1051 человек (на 31 декабря 2010 года). Занимает площадь 58,09 км².

## Известные жители
22 сентября 1907 года родился Герман Шлихтинг — известный учёный-аэродинамик.

## Фотографии

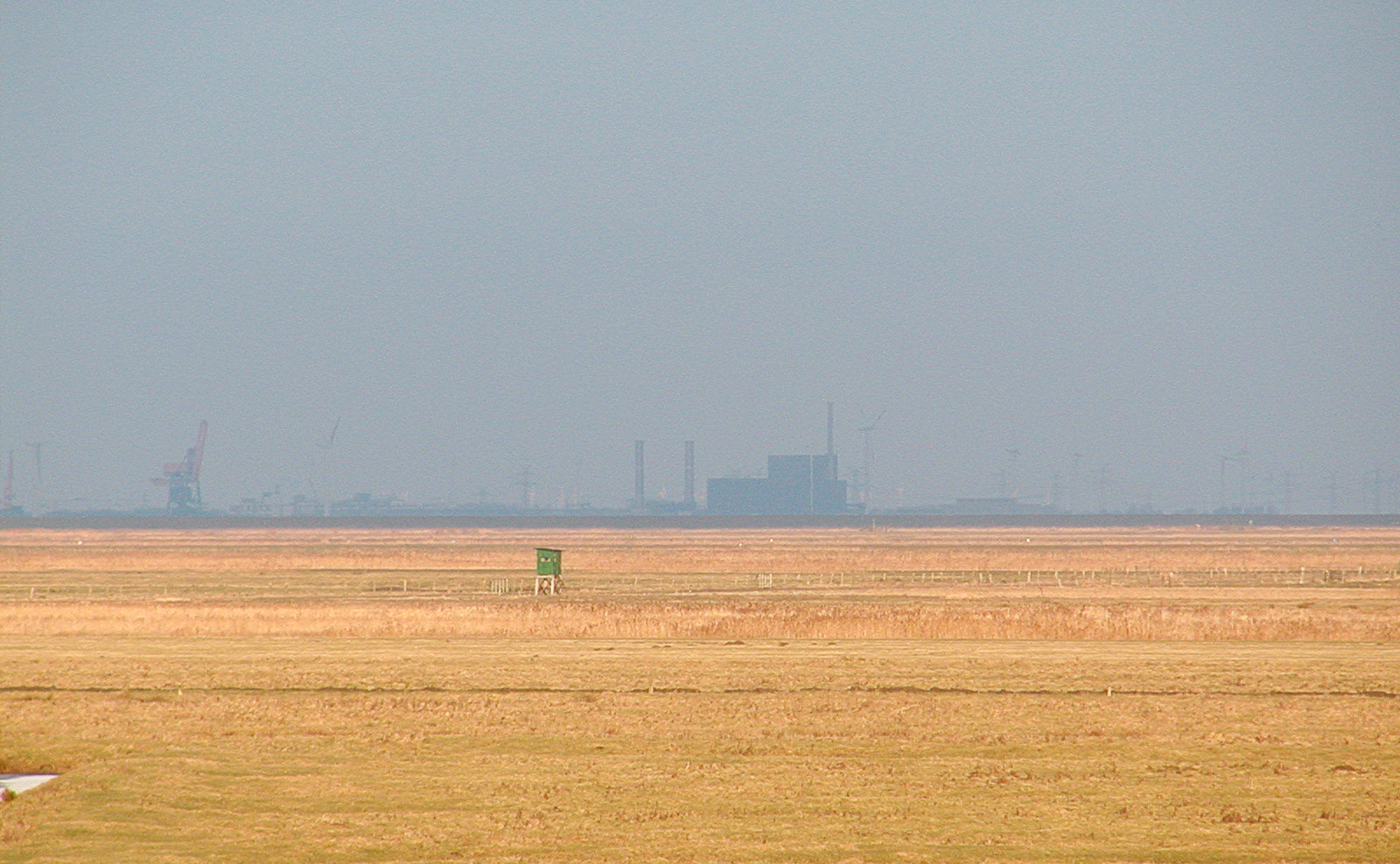
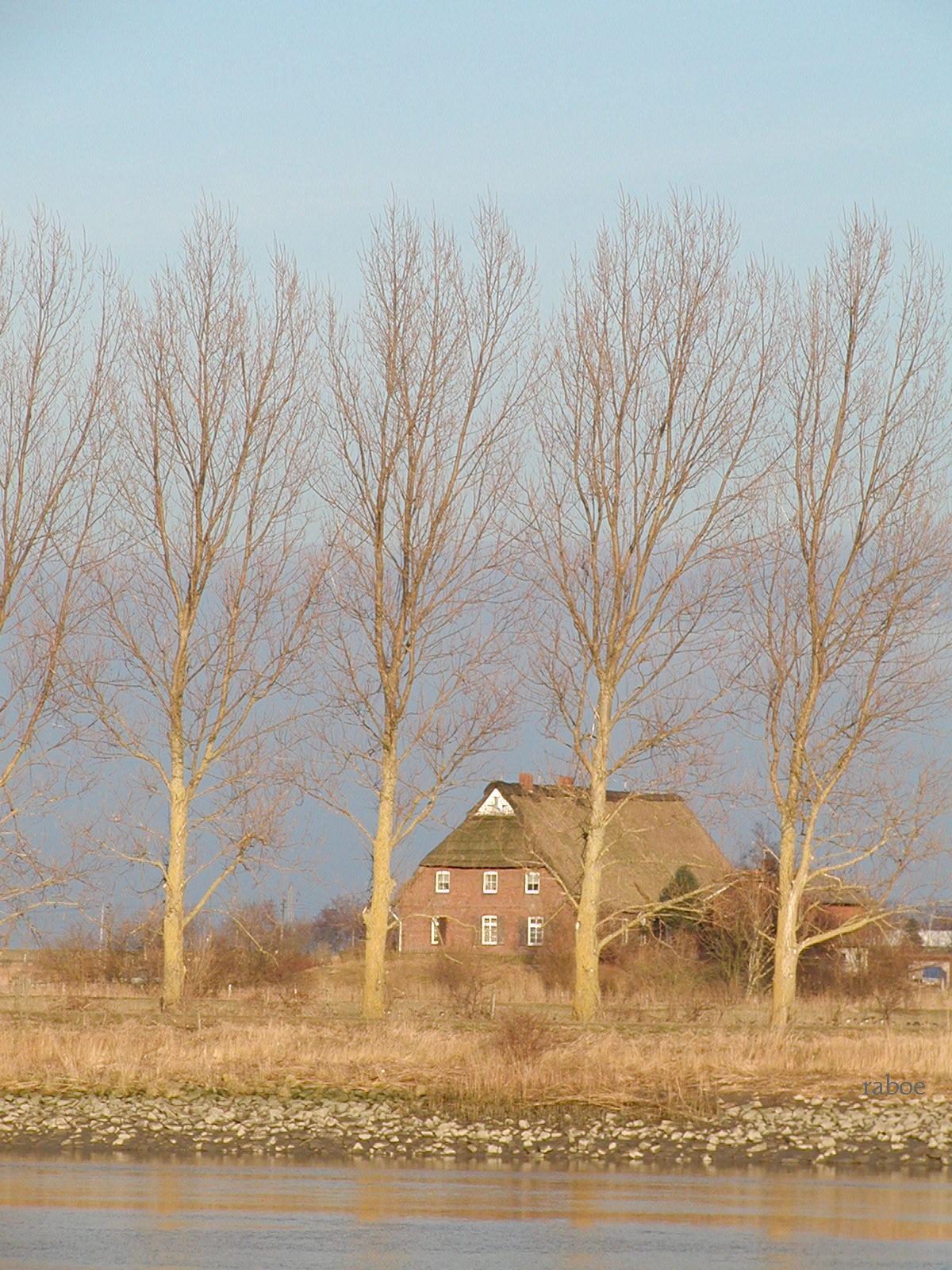
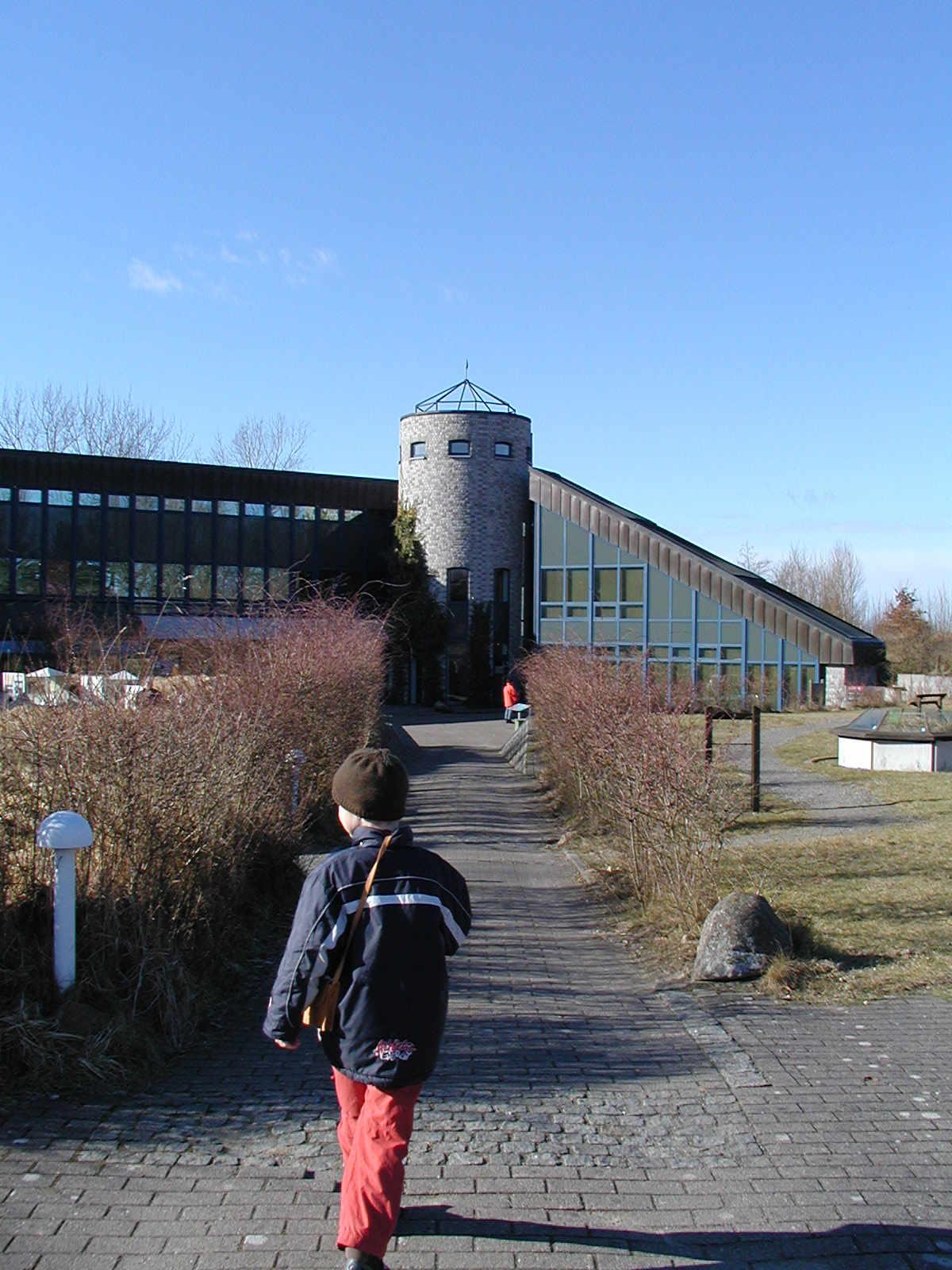
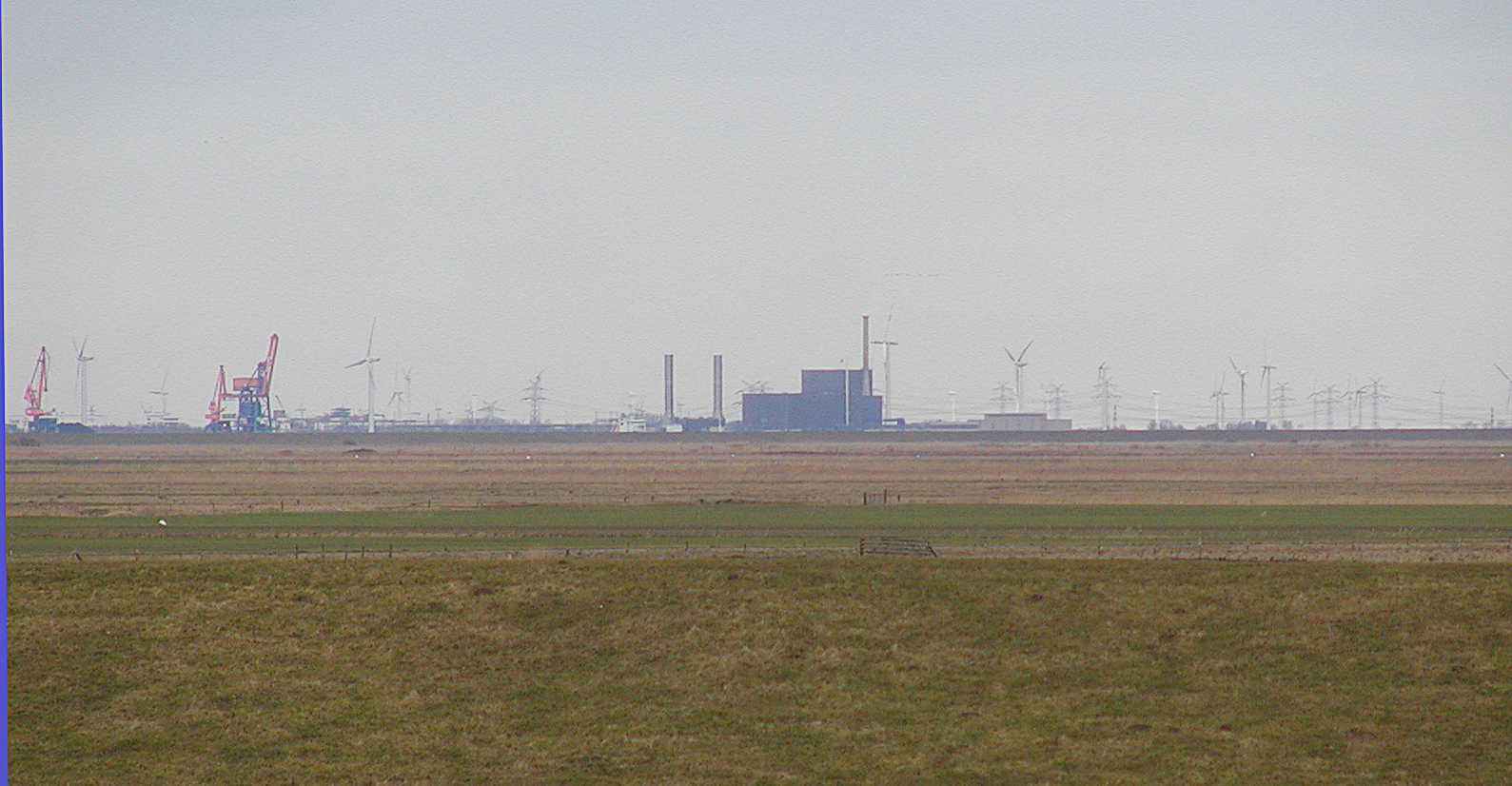